# Guerra de l'Acre
La Guerra de l'Acre (coneguda a Brasil com Revolução Acreana —"Revolució Acreana"—) va ser un conflicte limítrof i bèl·lic entre Bolívia i Brasil, el desenllaç del qual va afectar també territoris en disputa amb el Perú. El conflicte va tenir dues fases desenvolupades durant el període 1899-1903 disputant-se territori de l'Acre ric en arbres de cautxú i jaciments aurífers. Va concloure amb la victòria del Brasil i la conseqüent annexió dels territoris sobre el que Bolívia assenyalava sobirania.
La regió de l'Acre posseïa rics jaciments aurífers, abundància de recursos fusters, principalment l'arbre del cautxú que a la fi del segle xix i gairebé intervinguts del segle xx va ser molt important per a la indústria de l'automòbil i el transport, ja que la goma sintètica per a la fabricació de rodes i altres objectes no va ser descoberta fins a pràcticament la Segona Guerra Mundial. Per això a aquesta guerra se sol anomena la Guerra del Cautxú, ja que un dels motius pels quals es va mobilitzar el governador Torres de l'Amazonas va ser l'impost que es va donar a les exportacions de cautxú.

## Antecedents
El nom d'Acre donat al territori en qüestió es deu a un dels rius de la regió, anomenat Aquiry en idiomes natius i riu Acre en castellà i en portuguès.
Després dels tractats de Madrid (1750), San Ildefonso - Tractat de Permuta (1777) i Badajoz (1801) tot el territori de l'Acre, amb una superfície d'uns 355.242 km² va quedar confirmat dins de la sobirania espanyola, sent llavors fixats els seus límits amb les possessions portugueses (i després brasileres) en el paral·lel que corre des de les naixents del riu Yavarí cap a l'est fins a trobar el tàlveg del riu Madeira, és a dir el paral·lel que servia com a límit septentrional de l'Acre era el 7° o el 7° 7' S; tal límit es va mantenir pel Brasil fins a almenys 1839.
En 1776 en ser creat per la monarquia espanyola el Virregnat del Riu de la Plata van quedar poc precisats els límits del mateix respecte als del Virregnat del Perú de manera que en produir-se la independència del Perú i després la de Bolívia tots dos estats es van disputar el territori. Brasil aprofitant la feblesa política tant del Perú com de Bolívia després de la Confederació havia incorporat a la província (després estat brasiler) d'Amazones gran part de l'Acre corrent els límits des del ja citat paral·lel 7°S cap a l'Est i cap al Sud.
Segons el Perú, el límit en 1870 amb el Perú segons l'estat brasiler era corregut cap al sud fins al paral·lel que correspon a les naixents del riu Purus, això és fins a gairebé el 10°S. No obstant això per a l'estat bolivià, Brasil mantenia l'extrem nord en el paral·lel 7°S -des de la terra dels Guarayous- però amb importantíssimes annexions en l'Est imposant una frontera diagonal a Bolívia, tal primera annexió va quedar com un fet consumat (o fait accompli) admès internacionalment i així després acceptat per Bolívia sent president Mariano Melgarejo al infrascribir l'anomenat "Tractat d'Amistat" més conegut com a Tractat d'Ayacucho del 23 de novembre de 1867 pel qual es lliuraven 102.400 km² de territori a Brasil -principalment el nord-oest de l'Acre original que va passar així a ser part de l'Amazones brasiler-.

### Visió boliviana
Bolívia, des de 1867 i fins a 1903, mantenia uns 253.242 km² del territori de l'Acre, tenint com a subdivisions polítiques poc definides als territoris anomenats Espino al nord, Cocama al centre i Manetenery o Manetery al sud i est, les regions citades formaven part del Territori de Colònies.
D'aquesta manera, fins a principis del segle xx, el territori de l'Acre (actual Estat d'Acre) pertanyia a Bolívia. No obstant això, en gran manera a causa d'una gran sequera que va afectar el nord-est brasiler durant l'any 1877 es va intensificar la immigració il·legal de brasilers al llavors territori bolivià, així després d'aquest any gran part de la seva població estava constituïda per brasilers que exploraven seringais, és a dir camps on abundava l'arbre del cautxú, o que es dedicaven a extreure or i plata dels garimpos (jaciments) i que, en la pràctica, van acabar creant un territori independent subsidiari del Brasil perquè Bolívia no tenia una presència notòria a la regió.
En 1898 la Comissió Demarcadora de Límits va afavorir a Brasil amb més adquisicions territorials a costa de Bolívia, aquesta no va poder fer res perquè a part de no comptar amb molt suport internacional estava sumida en una sagnant guerra civil que desgastava als seus efectius. La guerra civil a Bolívia va deixar notablement tocat al seu exèrcit que de no haver-se produït, podria haver comptat amb més i millors efectius per a la defensa de l'Acre.
En 1899, els bolivians, amb noves concessions territorials a Brasil (citades anteriorment en 1898), van intentar assegurar el control de la zona fundant com a capital administrativa a Port Alonso. Com a força de policia, es va organitzar en Cochabamba, un piquet de quaranta homes sota l'immediat comando del sotstinent Víctor Rodmípez (aquesta era la força inicial de policies de Port Alonso després de la seva fundació).
S'ha d'assenyalar que l'any 1899 s'havia produït un important avanç de colonitzadors brasilers que havien ocupat l'àrea dels rius Purus i l'Acre al sud de la línia de fronteres per la immigració citada anteriorment.
Des de Bolívia, els pioners colons havien aconseguit establir-se en l'abuná i començaven a ocupar el territori de l'Acre. Amb el propòsit de remeiar la falta d'una presència important de residents bolivians el gener de 1899 es va crear la duana de Port Alonso. Era un acte legítim de sobirania, amb propòsits administratius. Es tractava de recaptar els drets de duanes que al país bolivià li corresponien per l'extracció de la goma que explotaven bolivians i estrangers dins del seu territori. El poc temps que va poder funcionar la duana, va produir ingressos interessants per al fisc però Port Alonso es va convertir al centre polític i militar dels conflictes.

### Visió Peruana

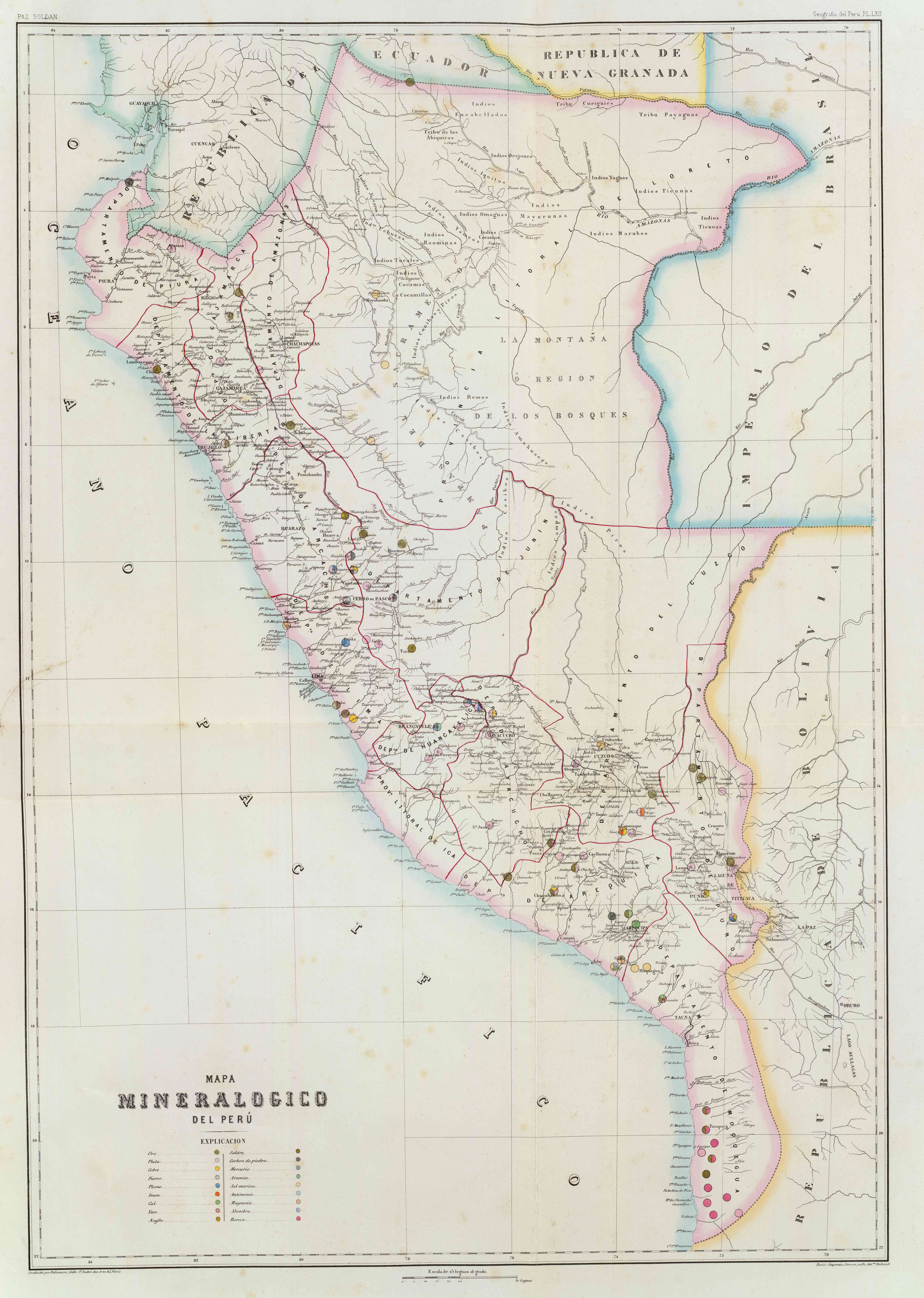
Mapa del Perú en 1865

El territori peruà s'estenia fins al riu Fusta que servia de límit amb Brasil, també segons els peruans el límit amb Bolívia estava donat principalment pel riu Beni (reclamació fins a 1880) mentre que per contrapartida (fins a 1902) Bolívia reclamava com a límit amb Perú el curs del Riu Madeira i el del seu afluent el Inambarí, Brasil va saber aprofitar els diferendos entre els països andins i al mateix temps que oficiava de mediador de "bona voluntat" entre ells, obtenia territoris. No obstant això, entre 1867 i 1909, tot el territori d'Acre va passar al Brasil sense lliurar-se batalla amb Perú. Els presumptes drets del Brasil sobre aquesta extensa zona es remunten al fet que, en 1867, el president bolivià Mariano Melgarejo havia cedit territoris peruans a Brasil -com si anessin d'aquest país- i ho va fer novament en 1903 pel Tractat de Petrópolis, després d'una llarga guerra fronterera de gairebé tres dècades. Des de llavors Brasil va voler fer-se per la força d'aquestes terres, desitjant estendre's inclusivament fins al riu Purus i el riu Yarúa.
El 25 d'octubre de 1902, la guarnició peruana d'Amuheya va rebutjar a un destacament brasiler que li exigia abandonar el seu lloc. El 1903, una llanxa amb personal peruà del comisariato de Chandles va ser baleada en l'Acre. El 1904, el coronel brasiler José Ferreira va arribar al riu Santa Rosa, afluent del Purús, i va saquejar cautxú i siringa a extractors peruans. Al novembre d'aquell any, la guarnició d'Amuheya es va rendir davant forces brasileres superiors després de dos dies de combats. Considerant impossible defensar militarment la regió, la pèrdua peruana es va fer efectiva pel Tractat Velarde-Rio Branco de 1909 i una retallada territorial complementària es va fixar amb el Tractat Polo-Sánchez Bustamante que es va dur a terme amb Bolívia, també de 1909.

## Guerra de l'Acre
En 1899, després de la fundació de Puerto Alonso com a capital administrativa de la regió de l'Acre, la creació d'una duana a la mateixa ciutat i la imposició d'un impost a la goma exportada per part dels bolivians, el governador de l'Estat de l'Amazones, Ramalho Junior, no va veure amb bons ulls el estableciment de la duana boliviana i tenint un pretext va acusar davant el seu govern la "il·legalitat" de l'ocupació, imputant als suposats ocupants bolivians de robatoris, atropellaments i actes de violència comesos contra els residents brasilers. La feblesa de les autoritats bolivianes va encoratjar als promotors de la rebel·lió i al governador brasiler de l'Amazones, Ramalho Junior, aquest va induir a l'espanyol Luis Gálvez Rodríguez de Árias al fet que es posés al capdavant dels secessionistes, mentre que, per secundar i reforçar el moviment separatista, s'organitzava a Manaus, una partida de mercenaris sota la direcció d'Alberto Moreira Junior, un parent del governador de l'Amazones.
Es va iniciar d'aquesta manera la Primera "revolució de l'Acre" o Primera Campanya (a Bolívia), de caràcter suposadament local i autonomista. Els acreanos probrasileños es van organitzar política i militarment, van ocupar Port Alonso destituint violentament a les autoritats bolivianes declarant posteriorment a l'Estat Independent d'Acre, Purus i Yaco lliure de Bolívia. A l'espanyol Gálvez li acompanyaven diversos veterans de Cuba.
La guerra es va dividir en dos períodes o campanyes: el primer comença des de 1899, amb la pressió dels brasilers perquè els bolivians abandonin Port Alonso fins a la seva posterior recuperació i reincorporació de l'Acre novament a Bolívia; el segon o Segona Revolució Acreana (Segona Campanya a Bolívia) comença el 6 d'agost 1902 amb la presa de la ciutat de Xapuri i acaba a l'abril de 1903 amb la signatura del modus vivendi.
En esclatar la revolta separatista, l'Acre comptava amb més de trenta mil habitants, mostrant-se gairebé indiferents al que ocorria, de tal manera que els promotors de la revolta, per fer consentir la seva popularitat expedien despatxos i càrrecs de coronels de forma massiva, sense que per això aconseguissin el suport i participació dels habitants perquè l'ideal dels acreanos era el de continuar com fins llavors, sense fre als seus excessos ni autoritats que els governessin, imperant entre ells l'ull per ull i dent per dent. A més preferien la indiferència per si un bàndol prenia replesalias, ja que en l'Acre hi havia bolivians i brasilers residents que es dedicaven a explotar el cautxú.

### Primera Campanya

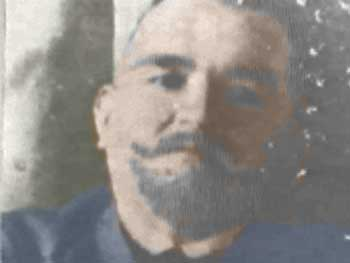
Luis Gálvez Rodríguez de Árias, va proclamar la República d'Acre en 1899

En el primer període (Primera Campanya), Bolívia va haver de mobilitzar-se per defensar el seu territori de les agressions que se succeïen al nord. Bolívia acabava de sortir d'una guerra civil i el seu exèrcit estava minvat per les baixes sofertes en aquest conflicte.

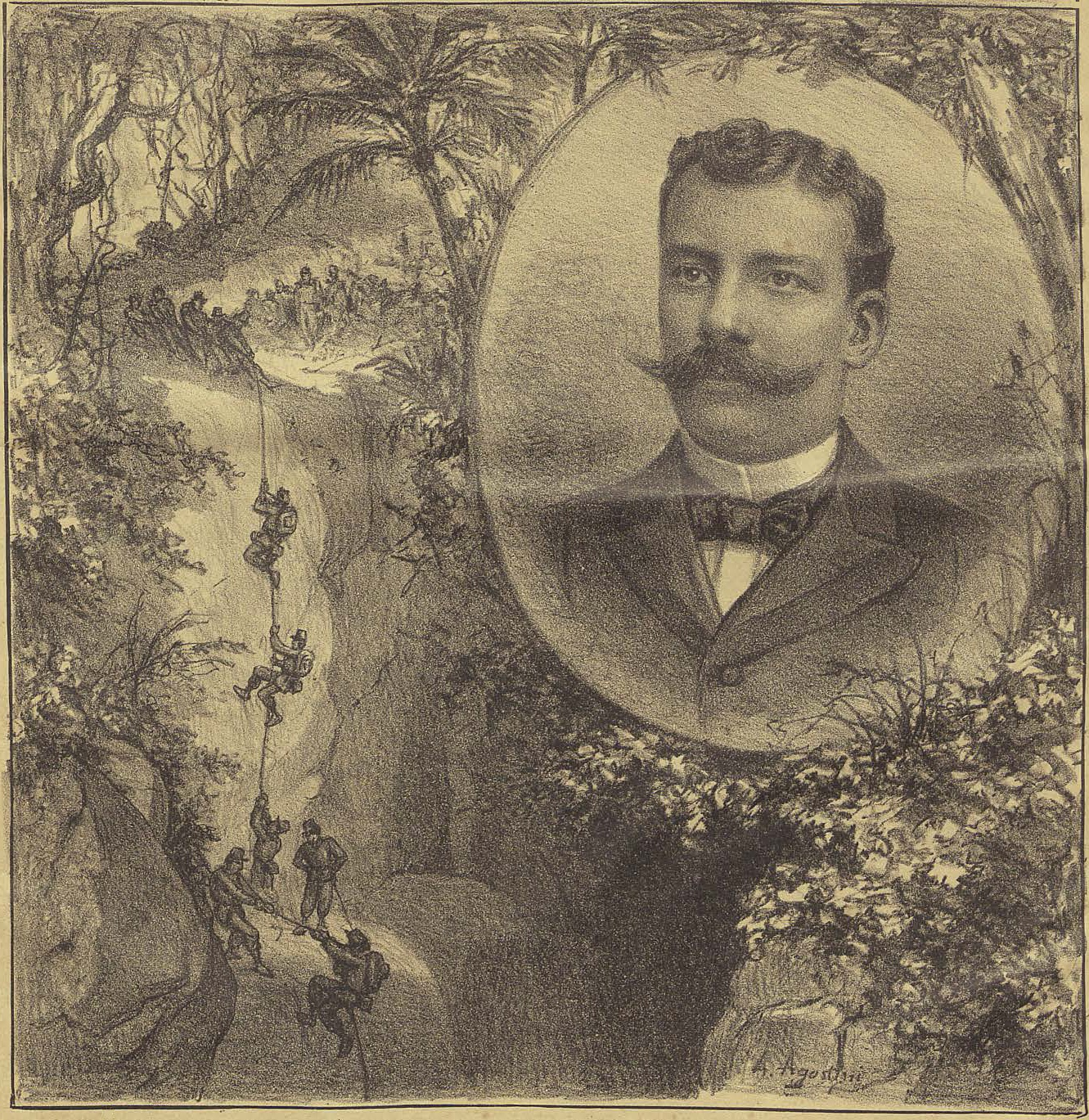
Coronel Ismael Montes, comandant de la 1a Expedició a l'Acre

La República boliviana va manar a l'Acre tres columnes de soldats, nomenant-se com a delegat nacional en l'Acre i Bolívia a Andrés S. Muñoz, qui va sortir de la Pau per la ruta del riu Beni. Poc després, tropes al comandament del vicepresident de la República boliviana, Lucio Pérez Velasco, van sortir des de Cochabamba per la ruta del Chapare i el ministre de defensa, el doctor Ismael Montes, va encapçalar un altre contingent per la difícil ruta de Larecaja, es tractava de rivals polítics que competien per prestigi però, arribats a l'Acre, van conjuminar les seves forces i van aconseguir restablir l'ordre a la litigada zona.
Abans de l'arribada de les columnes bolivianes, en l'Acre els secessionistes van prendre Port Alonso desallotjant violentament a les autoritats bolivianes, ho van aconseguir ràpidament perquè la regió no comptava amb suficients tropes militars i policials bolivianes. L'autoproclamat president va ser Luis Gálvez Rodríguez de Árias va organitzar eficientment a la recentment creada nació sofrint un cop d'estat temporal, ja que el poder li va ser restituït.
Durant aquest període, són destacables els combats de Papirí, Cajueiro, Combat d'Amapá i Humaitá.
També és molt notori el combat de Riosinho destacant-se el sentinella Maximiliano Parets, vigía que s'adonà de moviments estranys i al no rebre resposta al crit «Alt!» ni reconèixer presència de soldats bolivians va decidir disparar, evitant una emboscada dels secessionistes als soldats bolivians; però va morir entre la ràfega de trets; després dels trets, els soldats bolivians de la 2a Divisió van entaular combat immediatament, que es va generalitzar durant més de dues hores, sent derrotats els atacants secessionistes.
Posteriorment a aquest fet es va produir el combat de Port Alonso, on la ciutat que ha estat represa pels bolivians es troba voltada per les forces revolucionàries que eren majors en nombre. Davant l'escassetat de queviures i municions, va haver-hi alguns suggeriments de trencar el cèrcol i retornar cap al sud a l'interior de Bolívia, els caps bolivians a càrrec de la defensa van decidir continuar fent front als secessionistes probrasileños, aquests prejutjant una maniobra envolupant (en veure sortir una columna militar de Bolívia) van pensar que els bolivians intentaven tallar-los la retirada, de manera que els acreanos van donar la veu d'alarma i desconcertats per les càrregues de trets fetes pels bolivians van decidir retirar-se precipitadamente, fins i tot abandonant pertrechos militars. Els sececionistas que van assetjar Port Alonso eren sis-cents contra menys de dos-cents, no tenien cohesíon ni disciplina militar. Després, en el caseriu de Bagé es va entaular un altre combat sense que un bàndol pogués vèncer al contrari.
Ha de considerar-se la dificultat per a la mobilització en aquella època, ja que no existien camins apropiats, ni mitjans de transport en proporció adequada, motiu pel qual, el transport de tropes va estar a càrrec de l'Armada de Bolívia que va tenir un paper important. El lliurament que van fer els soldats bolivians en la defensa de la seva pàtria va poder més que els obstacles que presentava el terreny, les condicions climatològiques, les malalties i la logística.
Després de les derrotes sofertes pels revolucionaris acreanos, aquests es van retirar (varis a les seves residències) i els altres van reconèixer l'autoritat boliviana de la regió. A l'espanyol Luis Gálvez Rodríguez de Árias ho van capturar tropes de la marina del Brasil per no complir la seva paraula sobre l'impost del cautxú, ja que no va llevar el citat impost i ni tan sols va donar a un dels seus socis el 20 per cent.

### Segona Campanya

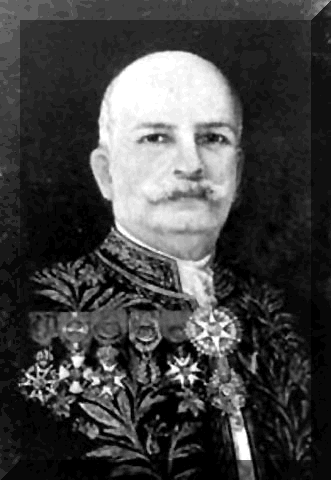
Canceller brasiler, Baró del Riu Branco.

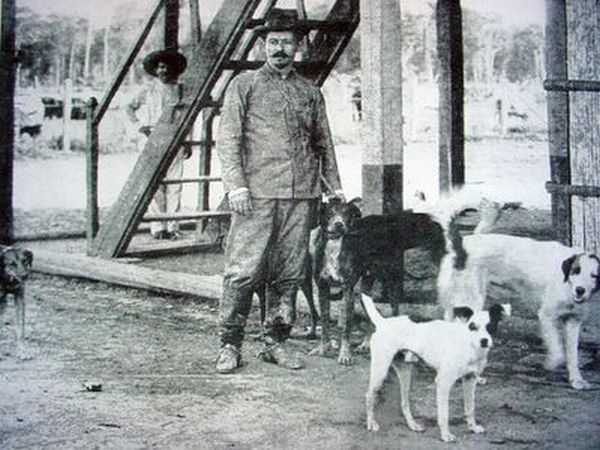
José Plácido de Castro.

El segon període (Segona Campanya) va ser al govern bolivià del general Pando que s'havia decidit animar a companyies estrangeres per explotar les riqueses de l'Acre i assegurar així la sobirania boliviana per evitar aixecaments com l'ocorregut anteriorment, per a això es va realitzar un contracte amb l'empresa nord-americana anomenada The Bolivian Syndicate signant-se el Tractat d'Aramayo. La cancelleria de Brasil i la del Perú van reaccionar airadamente demanant explicacions formals sobre la presència de la companyia bolivià-nord-americà en l'Acre. El nou canceller brasiler, Baró del Riu Branco, va iniciar una vigorosa campanya denunciant aquest acord assenyalant que ni ell mateix permetia la presència d'interessos internacionals estranys en l'Amazònia i exigia la seva immediata derogació. Al mateix temps reiterava els interessos brasilers al territori en litigi de l'Acre, proposant al governo bolivià opcions de bescanvi territorial o la seva adquisició. En el marc d'aquesta delicada situació, les autoritats bolivianes de Port Alonso van incrementar els impostos de duana. Aquesta circumstància i la permanència de The Bolivian Syndicate a la regió van determinar l'alçament dels colonitzadors brasileros o brasilers, aquest va ser el començament de la trucada "Segona Revolució de l'Acre" o "Revolució Acreana" per als brasilers.
L'alçament secessionista recolzat pel govern de l'Amazones i liderat pel soldat José Plácido de Castro i Jefferson José Torres i altres seringueiros, que es van apropiar de l'àrea de Xapuri i van declarar el 27 de gener de 1903 "Estat Independent de l'Acre" per gairebé immediatament demanar la seva annexió al Brasil, això es va donar el 6 d'agost de 1903 i va trobar a la regió gairebé desguarnecida de tropes militars bolivianes.
Castro tenia com a prioritat atacar la possible presència del sindicat nord-americà a la regió. Va posar novament lloc a Port Alonso ocupant també unes altres posicionis bolivianes. Els secessionistes van arribar a ocupar la Barranca de Badia (actual Acull) i diverses zones de les estades de l'industrial cruceño Nicolás Suárez, el qual va organitzar de la seva pròpia butxaca una tropa de voluntaris ben experimentats, denominant-la Columna Avenir per defensar tant els seus propis interessos com els de Bolívia. La lluita en Badia es va desenvolupar de la següent manera:
Es va arribar a saber pels estancieros bolivians que un dels caps insurrectes, Galdino Marinho, s'havia apoderat amb 250 homes, de la Barraca de Badia, actual ciutat d'Acull. Federico Román, després coronel i general de l'exèrcit bolivià, que es trobava al comandament de la Columna Avenir, va resoldre atacar el 10 d'octubre, les tropes acreanas es van rendir.

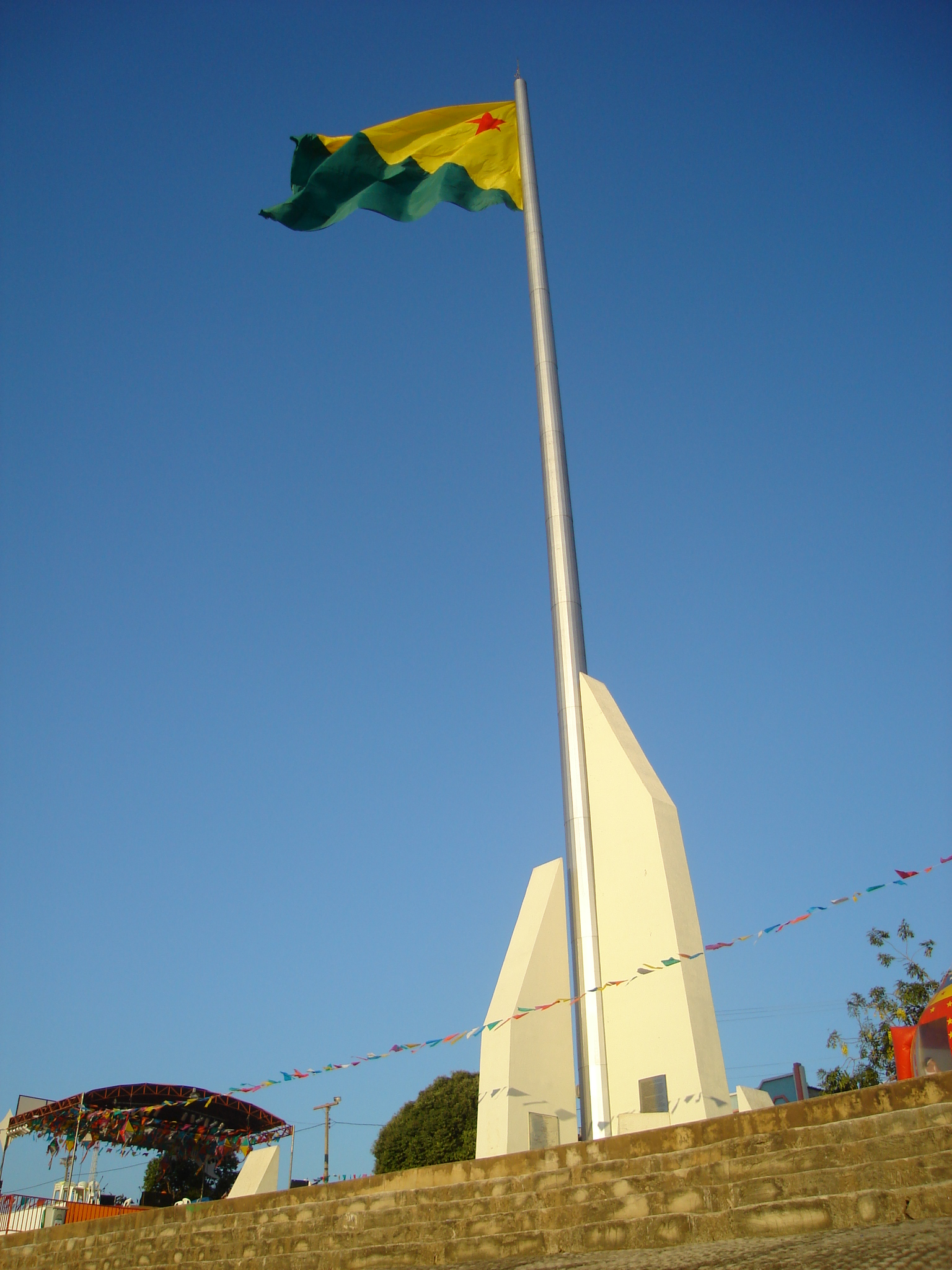
Monument en el centenari de l'Aixecament Acreano en Rio Branco, capital de l'actual Estat d'Acre.

Posterior a aquest fet, i una vegada reposats els secessionistes, es produeix la capitulació de tornada de l'Empresa, on les tropes bolivianes al capdavant del coronel Rojas capitulen enfront dels acreanos. Durant gairebé un mes els soldats bolivians, van resistir els embats dels secessionistes que havien augmentat el seu efectiu a 1400 homes. Finalment, i davant la pèssima situació reinant, Rojas es va rendir no sense abans exigir respecte al seu honor i al del seu exèrcit, el 15 d'octubre de 1902. Els vencedors, admirant el valor dels seus oponents, van respectar la seva paraula deixant que els pocs supervivents retornin cap a l'interior de Bolívia, cosa que molt pocs van poder per les condicions del terreny. En el combat de Costa Rica és on la Columna Avenir aconsegueix la fama de guerrillers de l'Acre pel coneixement que tenien sobre la regió i la selva.
Després d'aquestes accions es produeix la Capitulació de Port Alonso, negatiu per a Bolívia, on els 194 defensors de la seva guarnició, després de vuit mesos de cèrcol continu van resistir 9 dies de combats. L'atac va començar el 15 de gener de 1903, concloent el 24 del mateix mes, data en la qual es va prendre la decisió de capitular.
Conegudes les notícies sobre els desastres en l'Acre, el president, José Manuel Pando donada la seva experiència per aquests paratges va decidir encapçalar personalment la defensa de l'Acre, mobilitzant una columna de 600 o 700 homes aproximadament de l'exèrcit bolivià trobat a la regió de La Paz amb la finalitat d'acudir en socors de Port Alonso, sense saber que aquest estava ja a punt de caure. Van prendre la ruta de Larecaja i el riu Beni aconseguint arribar a Riberalta i prendre posicions inicials de combat a l'abril de 1903.
La marxa del president Pando a l'Acre va produir la immediata reacció del govern del Brasil que va denunciar el fet com una provocació. Immediatament va disposar el va enviar de contingents militars de l'exèrcit cap a la frontera del Matto Grosso i a l'Acre, situant-se aquestes prop de les milícies revolucionàries de Plácido de Castro.
El govern bolivià va intentar fer marxa enrere de la seva relació amb el The Bolivian Sindicate, sol·licitant l'anul·lació del contracte, però la gestió no va tenir èxit, en gran manera perquè el consorci va al·legar que havia iniciat inversions. Poc després els administradors estrangers iniciaven converses amb el govern del Brasil que va acabar comprant els seus drets.
El govern brasiler va decidir mobilitzar 4.000 homes del seu exèrcit, després de comunicar la seva cancelleria el 21 de gener a La Paz, que considerava el territori en litigi. Dos mesos després, el 2 d'abril, la Divisió brasilera ocupava Port Alonso. La guerra internacional a gran escala estava a només un pas.
Les tropes de Pando que havien arribat a Riberalta cap a mitjan març de 1903 es van dividir, una part es quedaria a la ciutat i l'altra es desplaçaria a Puerto Rico (Combat de Puerto Rico) on van fer trinxeres per posteriorment defensar amb denuedo i heroisme l'atac dels sececionistas, els qui van sofrir nombroses baixes enfront dels guerrillers de la Columna Avenir que van començar a llançar atacs al costat de l'exèrcit bolivià de forma sagnant, per aquesta columna de voluntaris els separatistes es van retirar derrotats de Puerto Rico.
En aquestes circumstàncies i a escassos dies d'entrar en una guerra convencional contra els més de 8.000 homes de l'exèrcit professional del Brasil al comandament del general Silveira que es trobava reunit en Port Alonso i contra els milicians de Castro que sumaven una quantitat important d'homes, el govern bolivià en La Paz decidia entre seguir la campanya militar o finalitzar per la via diplomàtica, al final es va decidir la via diplomàtica doncs el país ja va estar estripat per una guerra civil. El president bolivià Pando i els seus esgotats 450 combatents (la resta havia estat delmat per les malalties) es trobaven en una situació desvantatjosa, van acabar reconeixent el modus vivendi al territori de l'Acre que havia estat signat amb el Brasil el 21 de març de 1903 i com primera acció les tropes van tornar a la Pau al costat del general Pando. El Mondus Vivendi era de caràcter provisional posat que el 17 de novembre de 1903 es va signar el tractat de Petrópolis.

## Tractat de Petrópolis

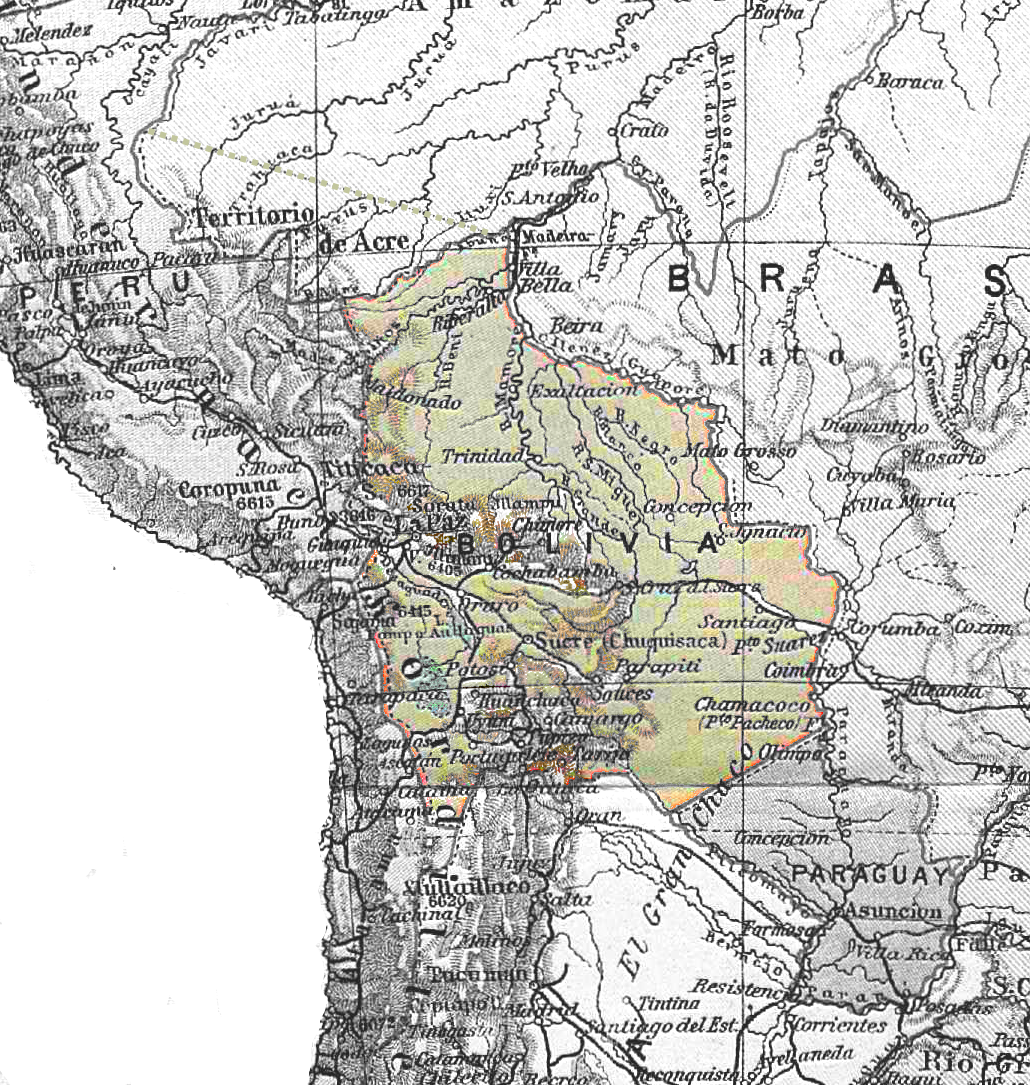
Bolívia després de la guerra de l'Acre

El Tractat de Petrópolis és un tractat de pau signat entre Bolívia i Brasil a la ciutat brasilera de Petrópolis el 17 de novembre de 1903, pel qual Bolívia va cedir una superfície aproximada de 191.000 km², que corresponen en la seva major part amb l'actual estat de l'Acre, al Brasil, ja en 1877 pel "Tractat de Paz i Amistat" o Tractat d'Ayacucho Bolívia havia cedit altres 164.242 km² de la regió de l'Acre que van ser annexats per Brasil a la llavors província i actual estat d'Amazones.
Entre els principals motius del lliurament del territori hi ha la Febre del cautxú, succeïda a la fi del segle xix i principis del segle xx, i la revolta dels habitants de la regió, que en la seva major part eren brasilers.
Pel tractat, Brasil es comprometia als següents termes:
- Concedir territoris propers a l'Acre (que de fet Bolívia els havia lliurat al Brasil anys abans), que sumen 3.000 km² (Brasil es quedava amb més del 90% de l'Acre i deixava de reclamar alguns petits territoris que Bolívia havia considerat propis des de la seva fundació).
- Construir un ferrocarril entre les ciutats de Riberalta i Porto Velho, per a l'exportació del cautxú d'aquella època (Ferrocarril Madeira-Mamoré).
- Permetre a Bolívia accés no sobirà als rius brasilers per al transport de mercaderies fins a l'Atlàntic.
- Permetre a Bolívia construir duanes a les ciutats brasileres de Corumbá, Belém i Manaus, així com en altres ciutats brasileres frontereres.
- Pagar al govern bolivià la xifra de £ 2.000.000,00, la qual cosa equivaldria a l'any 2010 a O$S 293.774.770,80 a canvi de cedir el territori de l'Acre.

Brasil ha complert amb totes les obligacions del tractat. El ferrocarril va ser finalitzat en 1912, malgrat no haver aconseguit aconseguir la ciutat de Riberalta a causa de les condicions del terreny, i va costar al Brasil O$S 33 milions i 3.600 vides de treballadors brasilers. Anomenat Estrada de Ferro Madeira-Mamoré, el ferrocarril va funcionar fins a 1972, quan va ser desactivat per no ser més interessant econòmicament per a tots dos països — gairebé dos anys després d'acabat el Madeira-Mamoré, en 1914, Bolívia va construir un ferrocarril en col·laboració amb Xile, per portar la seva producció al Pacífic. Durant el període de 1912 a 1972, es va arribar a transportar una quantitat considerable de mercaderia tant brasilera quant boliviana pel ferrocarril Madeira-Mamoré.